# آق‌گون، دینار
اکگان، دینار (به لاتین: Akgün, Dinar) یک منطقهٔ مسکونی در ترکیه است که در استان افیون قره‌حصار واقع شده‌است.